# Hlibodarske
Hlibodarske (în ucraineană Хлібодарське) este o așezare de tip urban din raionul Odesa, regiunea Odesa, Ucraina. În afara localității principale, nu cuprinde și alte sate.

## Demografie
Componența lingvistică a așezării de tip urban Hlibodarske
     Ucraineană (71,22%)
     Rusă (27,23%)
     Alte limbi (1,08%)
Conform recensământului din 2001, majoritatea populației așezării de tip urban Hlibodarske era vorbitoare de ucraineană (71,22%), existând în minoritate și vorbitori de rusă (27,23%).